# Astell
Astell és un poble de la Vall Fosca, pertanyent al municipi de la Torre de Cabdella, dins del terme primigeni d'aquest municipi. És un dels tres pobles del Solà, juntament amb Aguiró i Obeix. És a la part central-occidental del terme actual, tot i que en l'antic terme de la Torre de Cabdella quedava al racó sud-oest.

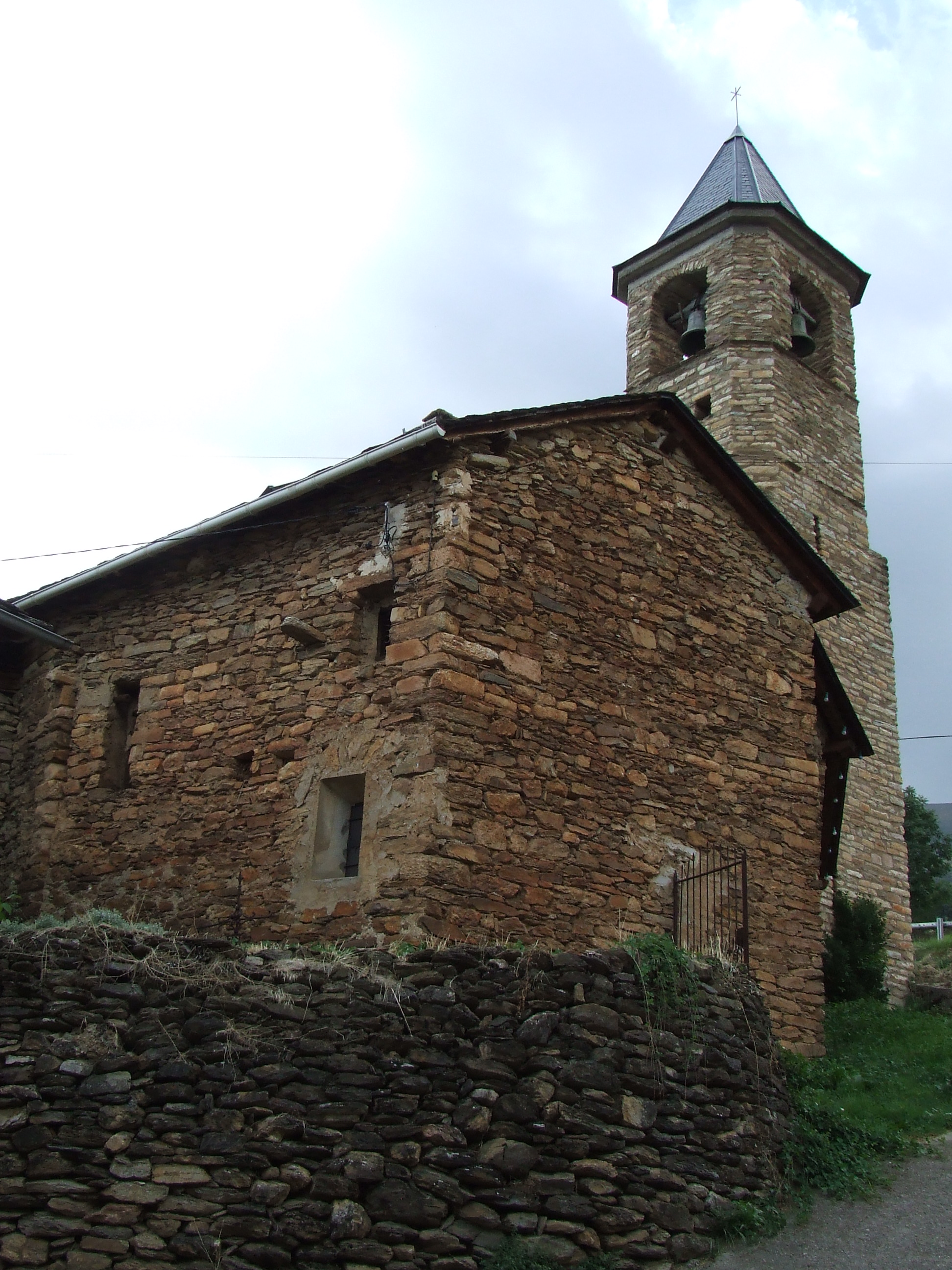
Sant Andreu d'Astell

 És en un lloc privilegiadament assolellat, que sembla desmentir el nom de vall fosca que s'atribueix al conjunt de la vall del Flamisell. És per això que Astell, Guiró i Oveix són els pobles del Solà.
L'il·lustre etimòleg Joan Coromines planteja d'entrada el dubte sobre la inicial del nom d'aquest poble: ha de ser Astell o Estell? És un topònim controvertit, ja que es podria parlar d'un possible ètim àrab (Al-astâl: les galledes), on d'un de basc (istil: bassal), d'un de romànic (del llatí stella o stilla), o fins i tot d'un de romànic ja català es tell, referit al nom de l'arbre. Coromines no es decanta per cap d'aquestes possibilitats, sinó que addueix raons per descartar-les totes, i planteja la possibilitat que tot provingui d'un error de còpia, atès que en documents medievals apareix el Castell com a topònim del terme de la Pobleta de Bellveí, proper a Oveix, que és exactament l'emplaçament d'Astell.
L'església d'Astell està dedicada a sant Andreu, i és romànica d'origen, però ha estat molt transformada amb el pas dels anys. El poble també ha sofert nombroses modificacions, però conserva prou elements constructius que permeten endevinar el traçat de l'antic poble clos, del qual encara queda un portal i un tram de carrer sota les cases, a part de tot un seguit de cases de força alçada que marquen clarament el perímetre clos de l'antic poble.

## Història

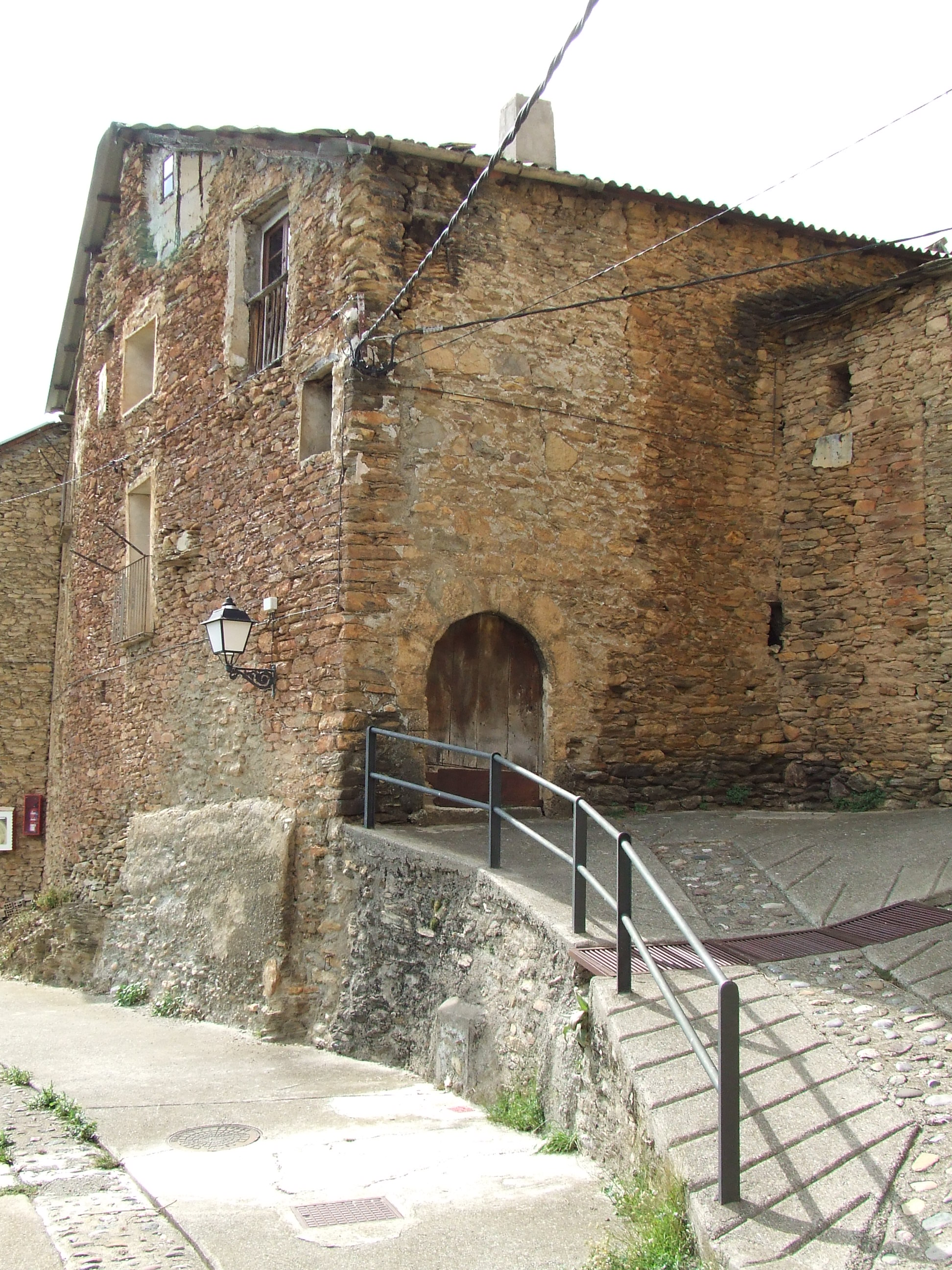
Casa d'Astell amb evidents elements medievals

Fent cas d'aquesta darrera possibilitat, l'origen del poble d'Astell seria el castell d'aquest mateix nom, domini dels Bellera i tradicionalment lligat a la Vall d'Àssua. De tota manera, no s'han trobat restes del castell d'Astell, tot i que podrien correspondre-hi alguns dels elements existents en el poble que fan pensar en un recinte fortificat. Està documentat, com l'església de sant Andreu, des del 1290, i torna a estar documentada el 1314 en una visita pastoral a l'església Dustell.
Fins a l'extinció dels senyorius al segle xix, Astell pertangué al Marquès de la Manresana.
Entre 1812 i el febrer del 1847 Astell gaudí d'ajuntament propi. Es formà a partir de la promulgació i el desplegament de la Constitució de Cadis, i fou suprimit, agregant-lo a la Torre de Cabdella, a causa del límit fixat en la llei municipal del 1845 del mínim de trenta veïns (caps de família) indispensables per a mantenir l'ajuntament propi.

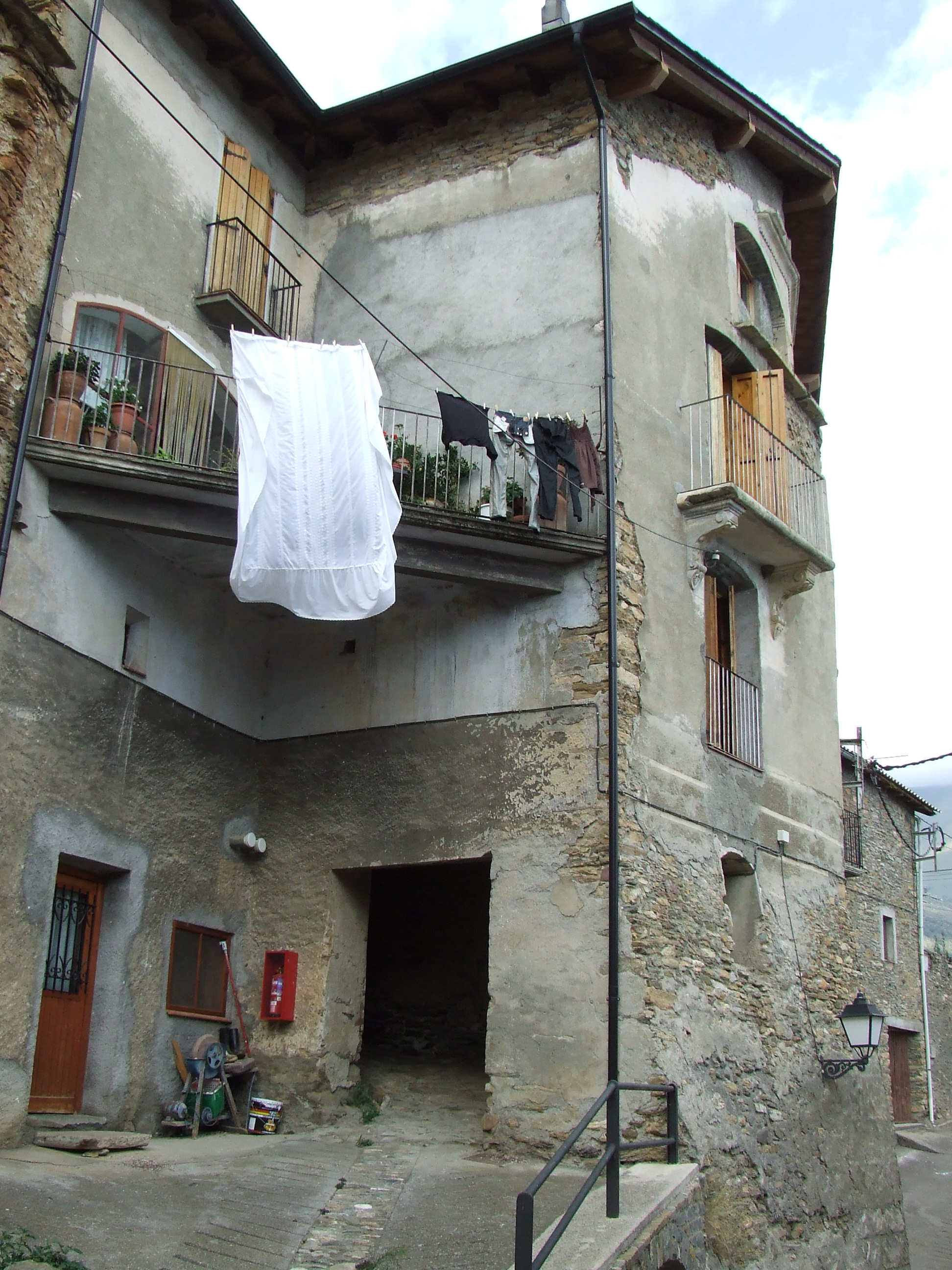
Portal d'ingrés en el clos del poble

Pascual Madoz, en el seu Diccionario geográfico… del 1845 diu d'Astell que és en un pla envoltat de muntanyes amb lliure ventilació i clima fred, però saludable. Tenia catorze cases de qualitat mitjana i poca comoditat, distribuïdes en dos carrers estrets, a més de l'església parroquial. El terreny és muntanyós, amb 120 jornals de conreu que es reguen amb l'aigua del barranc que baixa de les muntanyes. S'hi produïa sègol, ordi, moltes patates i llegums; s'hi criaven ovelles, cabres i porcs, a més de les mules i bous per a les feines del camp. Formaven la població sis veïns (caps de família) i cinquanta-i-set ànimes (habitants).
L'església de Sant Andreu d'Astell, que té algunes restes de l'edifici original romànic, el 1904 pertanyia a l'arxiprestat de Gerri de la Sal; en l'actualitat depèn de la parròquia de la Pobleta de Bellveí.
Segons Ceferí Rocafort vers el 1915 Astell tenia 25 edificis, amb 51 habitants.
Astell tenia el 1970 43 habitants, que havien quedat en 19 el 1981 i tornaven a ser 27 el 2005.

## Festes i tradicions
Joan Bellmunt recull en el seu llibre un munt d'històries i llegendes sobre Astell i els pobles dels voltants. Aquestes contalles eren ben vives en la memòria dels d'Astell fins ben recentment.
Jaume Arnella, també dedica un esment a Astell en el seu Romanço de la Vall Fosca, romanç tradicional de nova creació. Després del fragment dedicat a la Plana de Mont-ros diu:
| «                                         | Astell, Oveix i Guiró, els tres pobles del Solà, i els tres pobles de la Coma: Paüls, Mont-ros, Pobellà. | » |
| — Jaume Arnella, Romanço de la Vall Fosca | |   |

I el Romanço... continua a la Torre de Cabdella.

## Llegendes d'Astell
Pep Coll, l'escriptor de Pessonada, recull una llegenda sobre el poble d'Astell. Es tracta de la que s'anomena El capellà cremat.
Conten que una vegada Astell va tenir un capellà que, a l'hora del sermó, s'allargassava molt més enllà del que la paciència dels seus feligresos recomanava. Un bon dia, quan ja duia una bona estona xerrant i xerrant, un dels seus parroquians va engegar un comentari en veu alta que va ressonar per tot el temple. El capellà es va enrabiar molt i, en acabada la missa, corregué a denunciar-lo i el feu perseguir per la justícia. L'hereu de Casa Cansat, que és qui havia proferit la frase que el mossèn va considerar sacrílega, se'n va sortir pagant una considerable quantitat de diners.
Però no va quedar aquí la cosa. L'hereu de Cansat va anar a veure el Meco de Tírvia, un reputat bandoler que rondava per tots els Pallars, i li va demanar que se'n vengés, que ell no podia fer-ho. El Meco, amb la seva colla de saltamarges, va entrar una nit a la rectoria d'Astell, sorprenent el capellà desprevingut. El van lligar i van regirar tota la rectoria i tota l'església, però no trobaren enlloc els diners que, de ben segur, guardava el capellà, que, com tots els del seu ofici, tenien fama d'escanyapobres.
Van interrogar el mossèn. Com que aquest no badava boca, el van amenaçar de mil i una maneres. Al final, el van lligar de cap per avall als clemàstecs de la llar de foc, i van encendre una bona foguera, alhora que el comminaven a xerrar, que quan vols, xerres més que unes patraques. Al final, el capellà, ja amb tota la cara socarrimada, va confessar on tenia la caixa dels diners. Conclou Pep Coll: La cara li va quedar completament socarrada per les flames i, des de llavors, tothom el coneixia pel "capellà cremat".

## Accés
S'hi accedeix per una pista rural asfaltada que surt del quilòmetre 12,5 de la carretera L-503, 1,5 km. al nord de Molinos. Aquesta pista, plena de revolts, puja al poble d'Astell en poc més de 2,5 quilòmetres.